# مورکسید
مورکسید (به انگلیسی: Murexide) یک ترکیب شیمیایی با شناسه پاب‌کم ۱۸۲۷۵ است. 

## تست مورکسید    Murexide Test
تست موریتکس یک روش تحلیلی برای شناسایی حضور کافئین و دیگر مشتقات پورین در یک نمونه است. این ترکیبات به آزمایشات تشخیص معمول آلکالوئیدها مانند واکنش دزدانفورد پاسخ نمی‌دهند. در این آزمایش، آلکالوئیدها با مقدار کمی کلرات پتاسیم و یک قطره اسید هیدروکلریک مخلوط می شوند. نمونه سپس به خشکی تبخیر می شود و پس مانده های حاصل به بخار آمونیاک منتقل می شود. آلکالوئیدهای پورین در این آزمایش یک رنگ صورتی تولید می کنند. موریته (آمونیاک خالص) با رنگ بنفش نیز در این آزمون تولید می شود. متناقض است. 
تست مورئیدکس یک آزمایش رنگی برای اسید اوریک و برخی دیگر purines است. نمونه (جامد) ابتدا با کنتاکتور درمان می شود. اسید نیتریک که به آرامی تبخیر می شود علاوه بر افزودن بعدی از محلول آمونیاک (NH4OH)، اگر اسید اوریک وجود داشته باشد، به علت تشکیل مورئید یا رنگ زردرنگ که در صورت وجود یک زانتین به رنگ قرمز تبدیل می شود، به رنگ قرمز_بنفش رنگ می دهد.